# Fendt

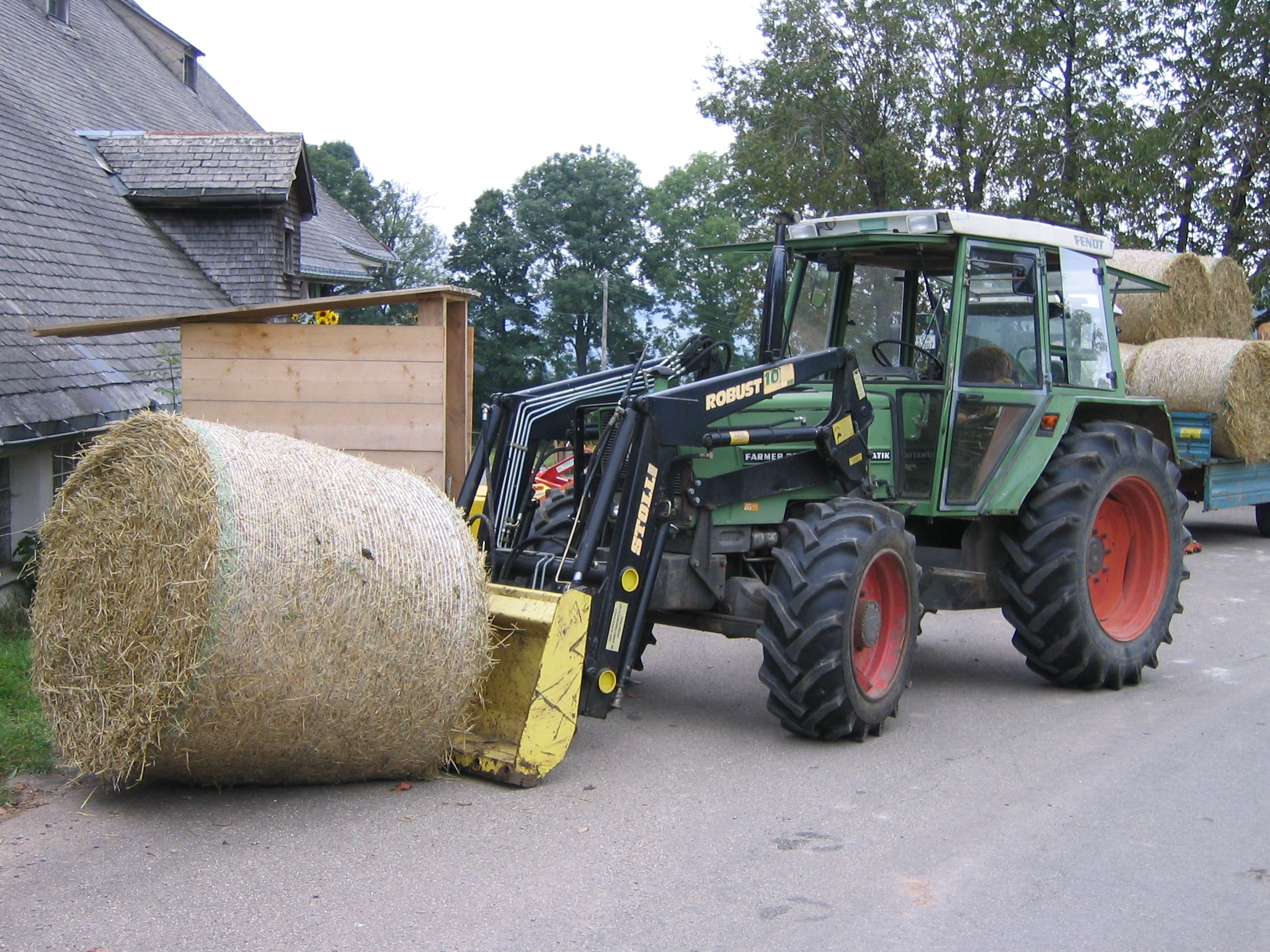
Traktor Fendt

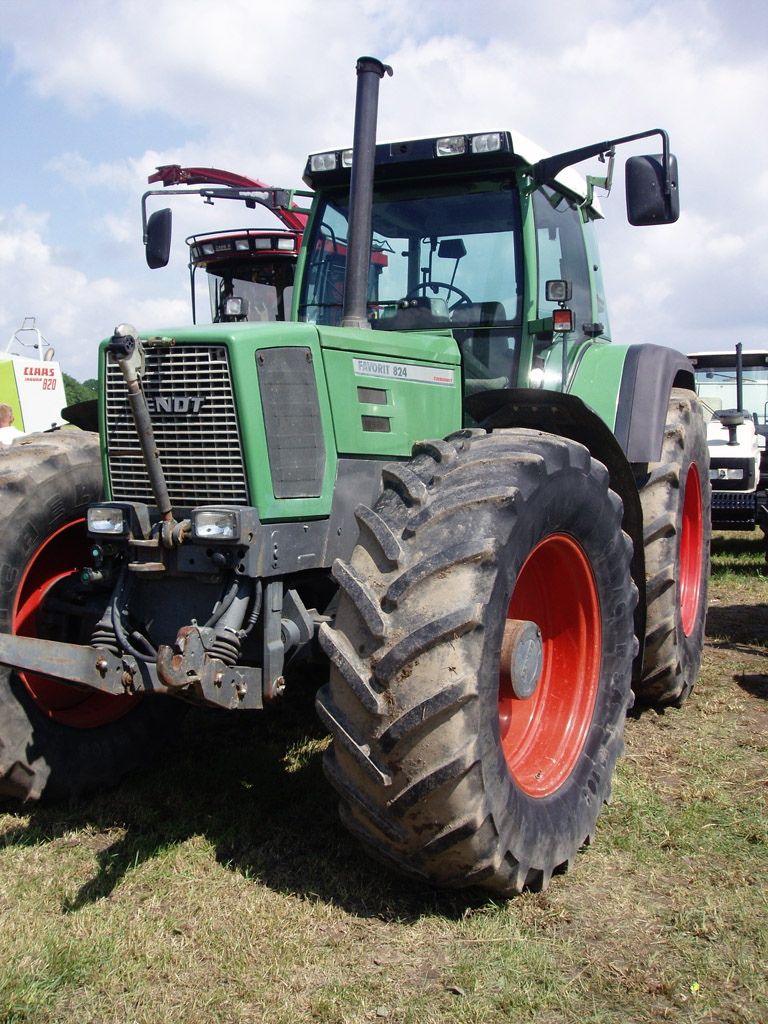
Fendt Favorit 824 Turboshift

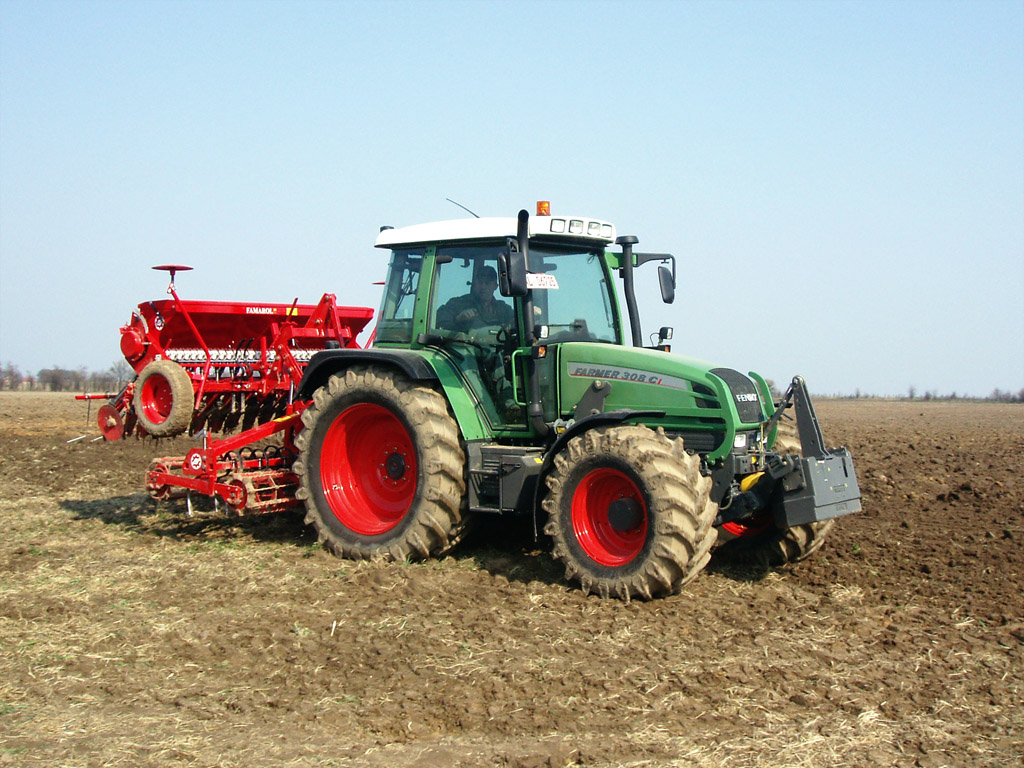
Fendt Farmer 308 CI

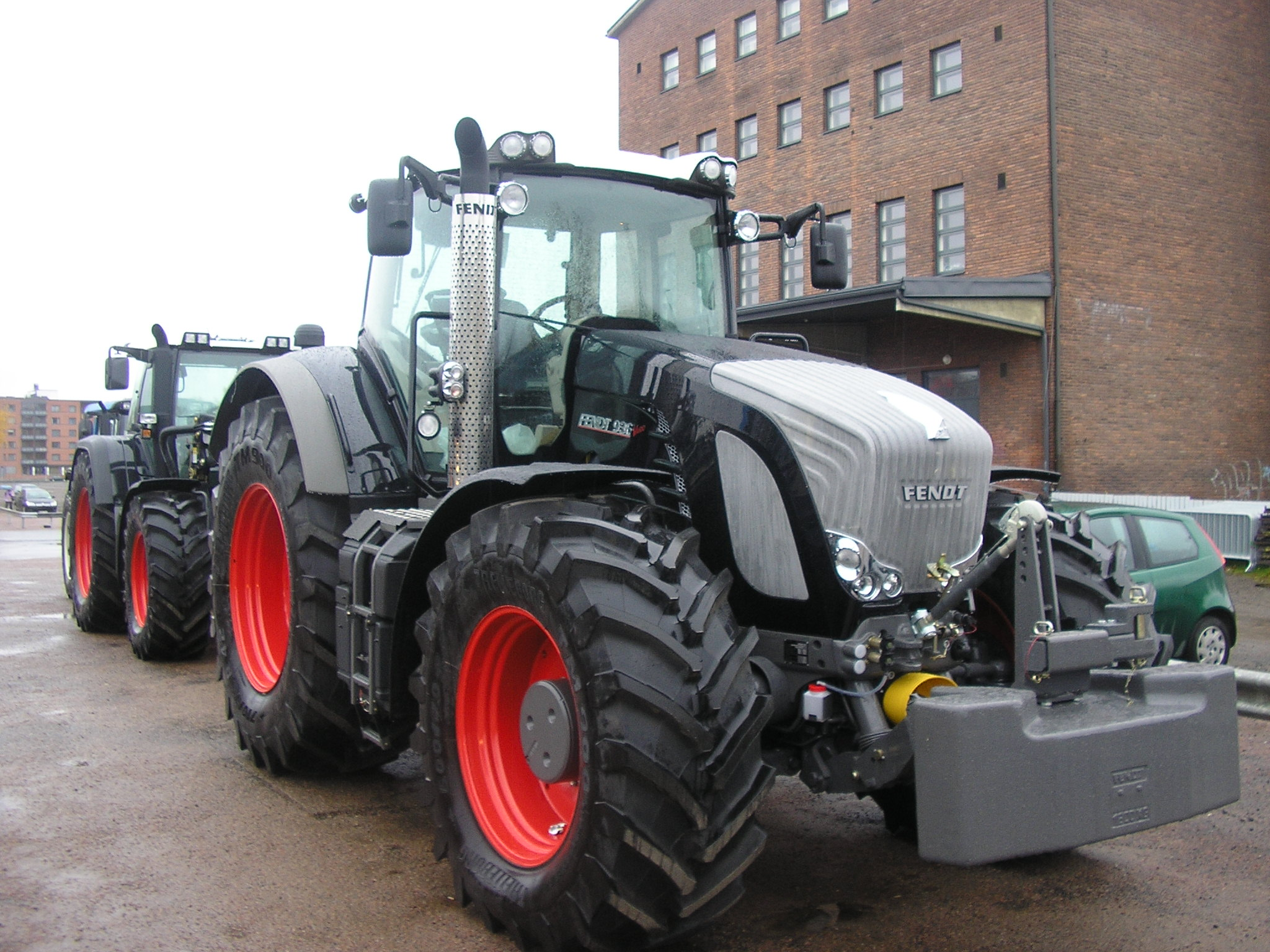
Fendt 936 Vario SCR Black Beauty

Fendt – niemiecki producent ciągników, kombajnów i maszyn rolniczych. Jest częścią AGCO Corporation. Został założony w 1937 roku przez Xaver Fendta i zakupiony przez AGCO w 1997 roku.

## Historia
Historia przedsiębiorstwa rozpoczęła się w małej kuźni Johanna Georga, w której jego synowie (bracia Fendt), rozpoczęli konstruowanie ciągników. Cel działania został określony na samym początku: przekonać klienta nowoczesnymi rozwiązaniami i rentownym produktem, do którego można mieć pełne zaufanie. Później powstał pierwszy europejski ciągnik (1930 r.) o mocy 6 KM, z zamontowaną kosiarką i pługiem. Dzięki temu, małe i średnie gospodarstwa mogły zastępować konie ciągnikami. Stąd też nazwa ciągnika: „Dieselross” (dosł. „Koń Diesel”). Przedsiębiorstwo Xaver Fendt & Co. zostało umieszczone w rejestrze handlowym w Kempten, 31 grudnia 1937 roku, niespełna rok później w 1938 z taśm produkcyjnych zjechał tysięczny ciągnik F18 o mocy 16 KM. Fendt w roku 1939 wyprzedza obraz ciągnika lat 50., i wyposaża go w dwucylindrowy silnik, chłodnicę i 4-biegową skrzynię. Bracia Hermann, Xaver i Paul Fendt kierujący firmą po II wojnie światowej sprawili, iż zaczęła się ona szybko rozwijać.
Rok 1953 przynosi serię ciągników Dieselross F 12L o mocy 12 KM oraz czterostanowiskowy nośnik narzędzi. Favorit 1 rozpoczął nowy poziom i trend w wyglądzie i wyposażeniu ciągnika rolniczego. Wyposażony w silnik o mocy 40 KM oraz w stopniowanie prędkości dzięki wielobiegowej przekładni, stał się prawdziwym wydarzeniem roku 1958. Niemniej jednak w 1961 roku fabrykę opuszcza stutysięczny ciągnik Fendt a nowa wersja Farmer 2 o mocy silnika 30 KM jest już w produkcji seryjnej. Nośnik narzędzi, zmechanizowany system prac w całym zakresie od siewu aż do zbioru odnosi ogromny sukces. Do tej pory sprzedano już około 60.000 takich nośników. Wypromowany w 1976 roku Fendt Favorit o znacznej mocy, do 150 KM, otworzyły nowy, kolejny rozdział w historii fabryki. Począwszy zaś od 1980 r. Fendt wprowadził na rynek serię Farmer 300, w których zastosowano nowatorskie rozwiązania, takie jak osiąganie prędkości jazdy do 40 km/h, szoferka z kauczukowymi amortyzatorami. Te ciągniki odegrały kluczowa rolę i wpłynęły na silną pozycję przedsiębiorstwa na rynku. W 1984 roku tzw. „ciągnik z całkowitą widocznością”, 380 GTA, został zaprezentowany szerokiej publiczności. Był to ciągnik bez maski silnika, gdyż sam silnik został umieszczony pod kabiną ciągnika. Dewizą tego ciągnika jest „widzieć wszystko, żeby mieć nad wszystkim dozór”. Po raz pierwszy w swojej historii firma Fendt zajmuje w 1985 roku pozycję lidera na rynku niemieckim. Od 1987 roku Fendt dostarcza swoje ciągniki serii 200 w zakresie mocy od 40 do 75 KM przeznaczone do pracy w sadach i winnicach Ciągniki serii 800, z których największy posiada moc silnika wynoszącą 230 KM, zdobywają sektor ciągników rolniczych w roku 1993. Były to pierwsze na świecie ciągniki wyposażone w przekładnię Turboshift i zawieszenie hydrauliczno-pneumatyczne kabiny i przedniego mostu, mogące osiągając prędkość jazdy do 50 km/h. Kolejna seria ciągników Favorit 500C (moc od 95 do 150 KM) została zaprezentowana w 1994 roku i przynosiła ze sobą najlepsze zdobycze ubiegłych lat. Rolnicy nie ukrywali swojego entuzjazmu. 1995 rok był rokiem narodzin wieloczynnościowego ciągnika Xylon (moc 110 do 140 KM), przygotowanego z myślą o uniwersalnym zastosowaniu nie tylko w rolnictwie, ale również w pracach komunalnych oraz związanych z ochroną środowiska Nowy rozdział historii fabryki został rozpoczęty dzięki ciągnikom Vario 926 o mocy 260 KM. Jest on pierwszym na świecie ciągnikiem dużej mocy wyposażonym w przekładnię bezstopniową Vario Fendt. Jako synonim wysokiej jakości i techniki dołącza do światowej grupy.
W 1997 roku Fendt proponuje gamę ciągników Vario od 170 do 260 KM, a także nową generację serii Farmer 300 w mocach 75 do 95 KM. Rok później w 1998 roku Fendt wywiera duży wpływ na rozwój technologii konstrukcyjnej na świecie lansując gamę ciągników Favorit 700 (od 140 do 160 KM) wyposażonych w Variotronic – innowacyjny system sterujący. Tegoż roku zostają wypuszczone na rynek ciągniki o całkowitej widoczności 380 GTA Turbo o mocy 95 kM i 370 GTA o mocy 75 KM.
W roku 1999 Fendt prezentuje gamę Vario 2000. Jest to pełna gama z ciągnikami, których moce zawierają się w przedziale 85 do 286 kM. Po raz pierwszy, również ciągniki średniej mocy korzystają z zalet przekładni Vario:
- gama ciągników Farmer 400 Vario 85 do 110 KM, średnia moc z nowymi możliwościami zastosowania,
- gama ciągników Favorit 700 Vario powiększona o serie 711 (115 KM) i 712 (125 KM), wykorzystująca nowoczesne technologie,
- gama ciągników Favorit 900 od 180 do 270 KM, jako nowa generacja ciągników przeznaczonych do pracy w ekstremalnych warunkach.

3 lata (w 2002 r.) później zostaje zademonstrowany i wdrożony do sprzedaży Fendt Farmer 412 Vario o mocy 120 KM, uzupełniający ówczesną serię Farmer 400 Vario.
W tym samym roku (2002 r.) zostały także zaprezentowane nowości, które będą obecne na rynku w roku 2003. Należą do nich trzy nowe modele serii 800 Vario TMS o mocy 150 KM do 180 KM, wyposażone w system TMS (Tractor Management System) oraz doskonalenie systemu Variotronic.
Ewolucji zostaje poddana i rozszerzona seria 900 Vario. Nowym produktem sztandarowym, wprowadzonym na rynek w marcu 2003 roku, jest ciągnik Fendt 930 Vario TMS o mocy 300 KM. Podobnie jak ciągniki serii 800 Vario, także wszystkie modele unowocześnionej serii 900 Vario wykorzystują system TMS oraz rozwinięty system Variotronic.
Vario TMS wyznacza nowe standardy technologiczne w zakresie konstruowania ciągników. Technologia ta zapewnia elektroniczną łączność pomiędzy silnikiem i przekładnią, tj. łączy 6 cylindrową jednostkę napędową z bezstopniową przekładnią Vario. Umożliwia to operatorowi dopasowanie odpowiedniej strategii jazdy do każdego rodzaju pracy. Rozwinięty system Variotronic zawiera funkcję zarządzania pracami na skrajach pola. System ten umożliwia zachowanie ustawień 16 wartości. Żądane ustawienie aktywowane jest jednym przyciskiem, przez co ułatwione i zautomatyzowane zostało zawracanie na skrajach pola. Ma to szczególne znaczenie podczas pracy ze sprzętem złożonym lub kombinacjami montowanymi na przednim i tylnym podnośniku WOM oraz podnosi wydajność pracy.
Model 936 VARIO
Firma FENDT w roku 2006 prezentuje wiele nowych modeli ciągników oraz rozwiązań technicznych. Zmianie uległa również największa seria, seria 900 Vario. Narodziły się nowe modele 922, 924, 927, 930, 933 i 936 Vario odpowiednio o mocach maksymalnych 220, 240, 270, 300, 330 i 360 KM. Są to całkowicie nowe modele, wyposażone w nowe silniki Deutza, nową kabinę operatora, całkowicie nowe amortyzowane zawieszenie przedniej osi oraz wiele nowoczesnych rozwiązań wpływających na ekonomikę i komfort pracy. Nowy wygląd powstał przy współpracy specjalistów z Fendta i Porsche. W silnikiem serii 900 Vario zastosowano nowoczesną jednostkę napędowa marki Deutz o pojemności 7,14 l, 6 cylindrowa, 4 zaworowa. Silnik ten wyposażony jest w nowoczesny system paliwowy Common Rail oraz innowacyjny system recyrkulacji spalin AGRex, który w znaczny sposób redukuję emisję spalin i zmniejsza zużycie paliwa (model 936 Vario – 195 g/kWh). Warto zwrócić uwagę na zastosowanie w tej jednostce napędowej elektronicznego wentylatora – Viscotronic oraz systemu „TMS” (Tractor Management System) i systemu „TI” znanych już z wcześniejszych modeli Fendta. W roku 2010 pojawił się model 939 Vario o mocy 390 KM.
Seria 1000 Vario
W 2015 roku swoją premierę miały miejsce ciągniki z serii 1000 Vario. Jest to największa seria ciągników marki FENDT. Są to modele 1038 (396 KM), 1042 (435 KM), 1046 (476 KM) i 1050. Sztandarowy model owej serii posiada silnik MAN-a o pojemności 12,4 litra generujący moc ponad 500 KM.
We wrześniu 2017 roku Fendt zaprezentował pierwsze ciągniki gąsienicowe w swojej historii – serię 900 Vario MT i 1100 MT. W rzeczywistości są to konstrukcje Challengera, jednak 900 Vario MT otrzymał maskę znaną z serii 1000 Vario. Mniejsza seria składa się z trzech modeli: 938, 940 i 943 Vario MT odpowiednio o mocach 380, 400 i 431 KM, które generują 7-cylindrowe silniki AGCO Power. Natomiast 1100 (odpowiednik Challengera MT800E) to cztery modele z silnikami AGCO Power V12 o mocach od 492 do 646 koni mechanicznych. Ciągniki gąsienicowe marki Fendt zostały wprowadzone z myślą o rynku europejskim, gdyż w 2017 r. Challenger został wycofany z Europy.